# زوي رحمن
زوي رحمن (بالإنجليزية: Zoe Rahman)‏ هي عازفة الجاز بريطانية، ولدت في 20 يناير 1971 في تشيتشستر في المملكة المتحدة.

## وصلات خارجية
- الموقع الرسمي
- زوي رحمن على موقع ميوزك برينز (الإنجليزية)
- زوي رحمن على موقع أول ميوزيك (الإنجليزية)
- زوي رحمن على موقع ديسكوغز (الإنجليزية)